# Данилов
Данилов (рус. Дани́лов) је мали град у Јарославској области у Русији. По подацима из 2010, град има 15781 становника.
Данилов се први пут спомиње у једној хроници из 1592. Статус града добио је 1777. године.
У Данилову постоји постројење за производњу сира.
У Данилову се налази железничка станица. Пруга води у Јарослављ, Вологду и Буј. Према попису становништва из 2010. у граду је живело 15861 становника.

## Становништво
| 1939.  | 1959.  | 1970.  | 1979.  | 1989.  | 2002.  | 2010.  |
| ------ | ------ | ------ | ------ | ------ | ------ | ------ |
| 15.486 | 16.902 | 17.500 | 17.500 | 18.857 | 17.245 | 15.861 |